# Parafia Nawiedzenia Najświętszej Maryi Panny w Długołęce-Świerkli
Parafia Nawiedzenia Najświętszej Maryi Panny w Długołęce-Świerkli – parafia rzymskokatolicka, należąca do dekanatu Nowy Sącz Zachód w diecezji tarnowskiej. Opiekę nad nią sprawują księża diecezjalni.
Odpust parafialny obchodzony jest w dniu 31 maja. 
Proboszczem parafii od 13.08.2023r. jest ks. Paweł Andrzej Kurzeja.

## Historia
Pierwsza wzmianka o istnieniu w Długołęce-Świerkli parafii znajduje się w dokumentach z lat 1325–1327. Na przełomie XV i XVI wieku wieś opustoszała, ale jeszcze w roku 1527 istniała tu parafia, należąca do dekanatu sądeckiego. W kolejnych latach wieś należała kolejno do parafii w Podegrodziu i w Przyszowej. 
W latach 1982–1988 wybudowano we wsi nowy kościół i ponownie erygowano samodzielną parafię.
Po czterdziestu latach od rozpoczęcia budowy nowego kościoła, dzięki staraniom ówczesnego proboszcza, ks. Marcina Zawiślaka, 30 października 2022 roku, biskup Andrzej Jeż konsekrował świątynię.